# Île San Clemente
Pour les articles homonymes, voir San Clemente.
L'île San Clemente, en anglais : San Clemente Island (SCI), est la plus au sud de l'archipel des Channel Islands de Californie, aux États-Unis. Son territoire est dirigé par la Marine américaine et fait partie du Comté de Los Angeles. Elle mesure 39 kilomètres de long et sa superficie est de 145 km2.

## Histoire
Les archéologues ont découvert des traces d'une occupation humaine de cette île datant d'au moins 10 000 ans, un cas remarquable pour une île éloignée de 102 kilomètres par rapport à la côte, mais cohérente avec les résultats des études sur les autres îles.
On suppose qu'elle était habitée par un peuple amérindien, les Tongva qui furent eux-mêmes influencés par le peuple Chumash.
L'Espagnol Sebastián Vizcaíno y aborda le 23 novembre 1602.
Elle a été utilisée par les pêcheurs et les contrebandiers pendant tout le XIXe jusqu'au début du XXe siècle.
La ville de San Clemente du Comté d'Orange tient son nom de cette île.

## Base navale
C'est en 1934 que la marine américaine acquiert l'île qui en fit une base de sonar active, un centre d'entraînement des commandos SEAL et des US Marines et elle fut utilisée pour des programmes de lancement de fusées-sondes Lockheed X-17 en 1958, de missiles Polaris en 1960 et de fusée-sonde Dolphin en 1984.

## Culture
L'île San Clemente figure dans le documentaire français Océans réalisé par Jacques Perrin et Jacques Cluzaud (2009).